# Palatális hang
Palatális hangnak nevezzük a szájüreg elülső részében képzett beszédhangokat.
A palatális mássalhangzó olyan mássalhangzó, amelynek képzési helye a szájpadlás legmagasabb pontja. Nem tévesztendő össze a palatalizált vagy jésített mássalhangzóval, amelynek képzésekor az eredeti képzéshellyel egyidejűleg a nyelv felpúposodik a szájpadlás felé. Palatális mássalhangzók számos nyelvben előfordulnak, a magyarban ezek a következők:
- zár-rés hangok (affrikáták): gy, ty;
- réshangok: j (esetenként ly-nal jelölve);
- orrhang: ny;
- pergőhang: r.

Az cs, dzs zár-rés hangok, illetve az s, zs réshangok inkább posztalveolárisoknak számítanak, de valahol a palatálisok közé sorolják őket.
A palatális magánhangzó a nyelv elülső részével képzett magánhangzó. Ide tartoznak az e, i, ö, ü-szerű hangok.